# Атлетика на Летњим олимпијским играма 2016 — штафета 4 × 400 метара за жене
Штафетна трка 4 × 100 метара за жене, је била, једна од 47 дисциплина атлетског програма на Летњим олимпијским играма 2016. у Рио де Жанеиру, Бразил. Такмичење је одржано 18. и 19. августа на Олимпијском стадиону Жоао Авеланж.
Титулу олимпијске победнице са Олимпијских игара у Лондону 2012 одбранила је штафета САД-а.

## Земље учеснице
Учествовало је 16 штафета, из исто толико земаља.
1. Аустралија (5)
2. Бахаме (4)
3. Бразил (4)
4. Индија (4)
5. Италија (4)
6. Јамајка (6)
7. Канада (4)
8. Куба (4)
9. Немачка (4)
10. Пољска (4)
11. Румунија (4)
12. САД (6)
13. Уједињено Краљевство (6)
14. Украјина (4)
15. Француска (4)
16. Холандија (4)

## Рекорди пре почетка такмичења
(стање 11. август 2016) 
| Светски рекорд          | 3:15,17 | Совјетски Савез · (Татјана Ледовска, Олга Назарова, Марија Кулчунова, Олга Бризгина) | Сеул, Јужна Кореја   | 1. октобар 1988. |
| Олимпијски рекорд       | 3:15,17 | Совјетски Савез · (Татјана Ледовска, Олга Назарова, Марија Кулчунова, Олга Бризгина) | Сеул, Јужна Кореја   | 1. октобар 1988. |
| Најбољи резултат сезоне | 3:25,05 | Велика Британија · (Емили Дајамонд, Ањика Онура, Ајлид Дојл, Серен Банди-Дејвис)     | Амстердам, Холандија | 10. јул 2016.    |

## Сатница
Сатница такмичења на сајту ИААФ
| Датум                   | Локално време | Време               | Ниво          |
| ----------------------- | ------------- | ------------------- | ------------- |
| Петак 19. август 2016.  | 20:40         | 1:40 (субота 20.8.) | Квалификације |
| Субота 20. август 2016. | 22:00         | 3:00 (недеља 20.8.) | Финале        |

## Освајачи медаља
| | | |
| Кортни Около · Наташа Хејстингс · Филис Френсис · Алисон Филикс · Тејлор Елис-Вотсон* · Франсена Макорори* · САД | Стефани Ен Макферсон · Anneisha McLaughlin · Шерика Џексон · Новлин Вилијамс-Милс · Кристин Деј* · Chrisann Gordon* · Јамајка | Ајлид Дојл · Ањика Онура · Емили Диамонд · Кристин Охуруогу · Емили Диамонд* · Кели Масеј* · Уједињено Краљевство |

* такмичарке обележене звездицом су трчале у квалификацијама, не и у финалу.

## Резултати

### Квалификације
Штафете су биле подељене у две групе по 8. У финале су се аутоматски квалификовале по прве три из обе групе (КВ) и две према постигнутом резултату. (кв).,,
| ! Поз. | Гру. | Ста. | Штафета              | Атлетичарке                                                                       | НР      | Вр.     | Бел.    |
| ------ | ---- | ---- | -------------------- | --------------------------------------------------------------------------------- | ------- | ------- | ------- |
| 1.     | 1    | 4    | САД                  | Кортни Около, Тејлор Елис-Вотсон, Франсена Макорори, Филис Френсис                | 3:15,51 | 3:21,42 | КВ, НРС |
| 2.     | 2    | 4    | Јамајка              | Кристин Деј, Anneisha McLaughlin, Chrisann Gordon, Новлин Вилијамс-Милс           | 3:18,71 | 3:22,38 | КВ, НРС |
| 3.     | 1    | 8    | Украјина             | Алина Логвиненко, Олга Бибик, Татјана Мељник, Олга Земљак                         | 3:21,94 | 3:24,54 | КВ, НРС |
| 4.     | 2    | 2    | Уједињено Краљевство | Емили Диамонд, Ањика Онура, Кели Масеј, Кристин Охуруогу                          | 3:20,04 | 3:24,81 | КВ, НРС |
| 5.     | 2    | 8    | Канада               | Карлин Муир, Алиша Браун, Noelle Montcalm, Саге Вотсон                            | 3:21,21 | 3:24,94 | КВ, НРС |
| 6.     | 2    | 3    | Италија              | Марија Бенедикта Чигболу, Марија Енрика Спача, Ајомиде Фолорунсо, Либанија Гренот | 3:25,71 | 3:25,16 | кв, НР  |
| 7.     | 1    | 2    | Пољска               | Малгорзата Холуб, Патриција Вићишкјевич, Ига Баумгарт, Јустина Свјенти            | 3:24,49 | 3:25,34 | КВ, НРС |
| 8.     | 1    | 1    | Аустралија           | Џесика Торнтон, Anneliese Rubie, Кетлин Сарџент-Џонс, Морган Мичел                | 3:23,81 | 3:25,71 | кв НРС  |
| 9.     | 2    | 5    | Немачка              | Лаура Милер, Friederike Mohlenkamp , Лара Хофман, Рут Софија Спелмајер            | 3:15,92 | 3:26,02 | НРС     |
| 10.    | 1    | 3    | Француска            | Фара Анаршарси, Brigitte Ntiamoah, Мари Гајо, Флорија Геј                         | 3:22,34 | 3:26,18 |         |
| 11.    | 2    | 6    | Бахаме               | Lanece Clarke, Антоник Стракан, Carmiesha Cox, Кристин Амертил                    | 3:28.46 | 3:26.36 | НР      |
| 12.    | 1    | 6    | Холандија            | Madiea Ghafoor, Лисане де Вите, Ники ван Леуверен, Лаура Де Вите                  | 3:29,18 | 3:26,98 | НР      |
| 13.    | 2    | 1    | Индија               | Нирмла, Тинту Лука, Пувама Рају Мачетира, Анилда Томас                            | 3:26.89 | 3:29.53 |         |
| 14.    | 1    | 5    | Румунија             | Аделина Пастор, Анамарија Јонита, Андреа Миклош, Бјанка Разор                     | 3:25,68 | 3:29,87 |         |
| 15.    | 2    | 7    | Куба                 | Lisneidy Veitia, Гилда Казанова, Роксана Гомез, Даисурами Боне                    | 3:23.21 | 3:30.11 | НРС     |
| 16.    | 1    | 7    | Бразил               | Joelma Sousa, Жеиса Апаресида Котињо, Летициа де Соуза, Жаилма де Лима            | 3:26.68 | 3:30.27 | НРС     |

### Финале
Такмичење је одржано 19. августа 2016. године у 22:00 по локалном времену.,
| Пласман | Стаза | Штафета              | Атлетичарке                                                                       | Резултат | Белешка |
| ------- | ----- | -------------------- | --------------------------------------------------------------------------------- | -------- | ------- |
|         | 6     | САД                  | Кортни Около, Наташа Хејстингс, Филис Френсис, Алисон Филикс                      | 3:19,06  | НРС     |
|         | 5     | Јамајка              | Стефани Ен Макферсон, Anneisha McLaughlin, Шерика Џексон, Новлин Вилијамс-Милс    | 3:20,34  | НРС     |
|         | 3     | Уједињено Краљевство | Ајлид Дојл, Ањика Онура, Емили Диамонд, Кристин Охуруогу                          | 3:25,88  |         |
| 4.      | 7     | Канада               | Карлин Муир, Алиша Браун, Noelle Montcalm, Саге Вотсон                            | 3:26,43  |         |
| 5.      | 4     | Украјина             | Алина Логвиненко, Олга Бибик, Татјана Мељник, Олга Земљак                         | 3:26,64  |         |
| 6.      | 1     | Италија              | Марија Бенедикта Чигболу, Марија Енрика Спача, Ајомиде Фолорунсо, Либанија Гренот | 3:27,05  |         |
| 7.      | 8     | Пољска               | Малгорзата Холуб, Патриција Вићишкјевич, Ига Баумгарт, Јустина Свјенти            | 3:27,28  |         |
| 8.      | 2     | Аустралија           | Глорија Асумну, Anneliese Rubie, Кетлин Сарџент-Џонс, Морган Мичел                | 3:27,45  |         |